# Мария (паровоз)
«Мария» («Шарп») — паровоз, изготовленный на заводе Шарп-Стюарт в Англии, это один из двух паровозов купленных Департаментом железных дорог для испытания на Царскосельской железной дороге в качестве образцов для дальнейшего изготовления паровозов на СПб-Московской железной дороге. Договор на изготовления 6 колёсного паровоза и 4 колёсного тендера , № 22 от 24 августа 1842 года, был заключён между Шарпом и Департаментом жд, на сумму 13406 руб. Паровоз прибыл на Царскосельскую железную дорогу в мае 1843 года. После проведения испытаний, где он показал худшие тяговые свойства для работы в товарных поездах, по сравнению с Американским паровозом, был выкуплен правлением Царскосельской жд со сроком погашения стоимости за пять лет, на дороге он получил имя «Шарп».
С 1857 года паровоз получил новое имя «Мария».
В 1867 году  выведен из эксплуатации и поставлен в депо на разборку, а в 1870 году исключён из списка.
Второй испытательный паровоз из Америки, изготовленный на заводе Балдвин в Филадельфии, который также был доставлен в мае 1843 года, после испытаний на Царскосельской жд, был отправлен, 7 марта 1844 года, для копирования на  Александровский завод СПб-Московской жд.

## Эксплуатация
Пробег паровоза в верстах по годам эксплуатации
| год  | вёрсты         |
| ---- | -------------- |
| 1843 | 11950 (с июля) |
| 1844 | 22200          |
| 1845 | 20175          |
| 1846 | 23300          |
| 1847 | 22475          |
| 1848 | 23375          |
| 1849 | 17775          |
| 1850 | 23100          |
| 1851 | 26300          |
| 1852 | 6900           |
| 1853 | -              |
| 1854 | 15775          |
| 1857 | 28050          |
| 1858 | 25350          |

## Архивные источники
- РГИА, ф. 219, оп. 1, д. 22419. «Департамент железных дорог Министерства путей сообщения. О заказе в Англии и Америке по одному образцу паровозов (с двумя приложениями).» 1842—1844 гг.
- РГИА, ф. 219, оп. 1, д. 22420. «Департамент железных дорог Министерства путей сообщения. О передаче правлению Царскосельской железной дороги заказанного в Англии образцового паровоза.» 1842—1844 гг.
- РГИА, ф. 377, оп. 1, д. 96. «Правление общества Царскосельской железной дороги. Дело о переданных обществу из ведомства департамента железных дорог двух паровозов» 1843 г.